# Dalechampia subintegra
Dalechampia subintegra är en törelväxtart som först beskrevs av Johannes Müller Argoviensis, och fick sitt nu gällande namn av Johannes Müller Argoviensis. Dalechampia subintegra ingår i släktet Dalechampia och familjen törelväxter. Inga underarter finns listade i Catalogue of Life.